# Cúmulo abierto M21
El Cúmulo abierto M21 (también conocido como Objeto Messier 21 o NGC 6531) es un cúmulo abierto en la constelación de Sagitario. Fue descubierto y catalogado por Charles Messier el 5 de junio de 1764. M21 es un cúmulo relativamente joven, con unos 4.6 millones de años de antigüedad y contiene 57 estrellas.